# Ричмонд (Канзас)
Ричмонд (англ. Richmond) — місто (англ. city) в США, в окрузі Франклін штату Канзас. Населення — 459 осіб (2020).

## Географія
Ричмонд розташований за координатами 38°24′5″ пн. ш. 95°15′12″ зх. д. / 38.40139° пн. ш. 95.25333° зх. д. (38.401271, -95.253467).  За даними Бюро перепису населення США в 2010 році місто мало площу 0,78 км², уся площа — суходіл. В 2017 році площа становила 0,74 км², уся площа — суходіл.

## Демографія
Згідно з переписом 2010 року, у місті мешкали 464 особи в 166 домогосподарствах у складі 114 родин. Густота населення становила 592 особи/км².  Було 189 помешкань (241/км²).
Расовий склад населення:
| - 95,3 % — білих - 1,5 % — азіатів - 1,1 % — корінних американців - 0,4 % — чорних або афроамериканців |

До двох чи більше рас належало 0,9 %. Частка іспаномовних становила 4,1 % від усіх жителів.
За віковим діапазоном населення розподілялося таким чином: 23,1 % — особи молодші 18 років, 53,6 % — особи у віці 18—64 років, 23,3 % — особи у віці 65 років та старші. Медіана віку мешканця становила 42,8 року. На 100 осіб жіночої статі у місті припадало 92,5 чоловіків;  на 100 жінок у віці від 18 років та старших — 85,0 чоловіків також старших 18 років.
Середній дохід на одне домашнє господарство  становив 47 568 доларів США (медіана — 46 607), а середній дохід на одну сім'ю — 51 354 долари (медіана — 52 125). Медіана доходів становила 38 194 долари для чоловіків та 27 500 доларів для жінок. За межею бідності перебувало 12,2 % осіб, у тому числі 10,6 % дітей у віці до 18 років та 7,6 % осіб у віці 65 років та старших.
Цивільне працевлаштоване населення становило 236 осіб. Основні галузі зайнятості: освіта, охорона здоров'я та соціальна допомога — 22,5 %, роздрібна торгівля — 17,8 %, виробництво — 12,3 %, мистецтво, розваги та відпочинок — 8,9 %.